# Max 104.9
Max 104.9 (CKBC-FM) ist ein Hörfunksender aus Bathurst, New Brunswick, Kanada. Der Sender begann mit der Ausstrahlung seines Programms am 18. April 1955. Es werden aktuelle Charts gesendet.
Der Sender wurde ursprünglich auf 1400 kHz ausgestrahlt. 1966 wurde die Frequenz auf 1360 kHz geändert. Im Jahr 2002 wurden CKBC und andere Sendestationen von der Telemedia Radio von Astral Media übernommen. Am 14. November 2003 erfolgte die Genehmigung, für die Umstellung von AM (Mittelwelle) auf FM (Ultrakurzwelle) mit einer Leistung von 33,5 kW. 